# Gamal Abdel Naser
‎
Gamal Abdel Naser (arabsko جمال عبد الناصر), egiptovski politik in častnik, * 15. januar 1918, † 28. september 1970.
Naser je bil znan po svoji arabski nacionalistični in protikolonialni zunanji politiki. Panarabska ideologija, poimenovana po njem naserjanstvo, je pridobila precej podpornikov v petdesetih in šestdesetih letih 20. stoletja.